# Geyeria huebneri
Geyeria huebneri is een vlinder uit de familie Castniidae. De soort komt voor in het Neotropisch gebied.
De wetenschappelijke naam van de soort werd in 1830 geïtroduceerd door Pierre André Latreille. Die deed dat echter als "Castnie Hübner", een naam niet in de vorm van een Latijns binomen (elders vermeldde hij wel de naam Castnia voor het geslacht, maar hij verbond nergens een epitheton met de geslachtsnaam, terwijl hij dat voor andere soorten wél deed). De naam was daarmee volgens artikel 11 van de ICZN niet geldig gepubliceerd. In 1838 publiceerde George Robert Gray een artikel over de soorten in het geslacht Castnia, waarin hij ook de naam van Latreille opnam, als Castnia hubneri (en incorrect toegeschreven aan Boisduval), waarmee hij volgens Lamas de naam beschikbaar maakte. De soortnaam verwijst naar Jacob Hübner, en een 'ü' (met umlaut) moet als 'ue' getranslitereerd worden, dus: huebneri. In de literatuur komt zowel de schrijfwijze 'hubneri' als 'huebneri' voor, en wordt nu eens Latreille, dan weer Gray als auteur van de naam genoemd.

## Andere combinaties
- Castnia huebneri G.R.Gray, 1838
- Ypanema huebneri (G.R.Gray, 1838)

## Synoniemen
- Castnia sternbergii Kollar, 1839
- Geyeria castnioides Buchecker, 1880